# 略字
略字（りゃくじ）とは、漢字について本来の字体から点や画を省略したもの、あるいはある文字に代わって用いられる字画を省略した文字のことである。一部の略字はJIS X 0213やUnicodeに登録されている。
現在の日本では、概ね以下の意味に用いられる。
1. 正式に通用する文字を略記したもので手書きなどで用いられるが、正式な文書では用いられない文字（『働』の意味に用いられる『仂（ろく）[注釈 1]』など）。限られた業界・仲間内でのみ通用するものや、比較的広く使われるものがある。本項目ではこの意味に使われるものを中心に解説する。
2. 正統とされている文字に対し、省略を行った文字。
  1. 「当用漢字字体表」において提示された標準字体（新字体）や「常用漢字表」において「現代の通用字体」として示された字体には正統とされる印刷字体を簡略化した略字が多く採用され、現在の日本における漢字表記の規準となっている。（→新字体。簡略化の例、方法については、新字体#簡略化の仕方、新字体#簡略化の仕方を参照のこと）
  2. 常用漢字表内の文字（表内字）に用いられた簡略化方法を常用漢字表に掲載されていない文字（表外字）にも拡張して適用し、簡略化を行った略字。JIS漢字（JIS X 0208）の1983年改定時に行われた字形変更によるものや、朝日新聞において用いられた「朝日文字」が代表例である。（→拡張新字体）

「略字」と似たような使われ方をする言葉に「俗字」がある。俗字は世間で通用するが正格ではない字体の文字であり正式に通用しない文字を指すこともあるが、漢和字典では正統とされている文字に対する異体字を指していう。

## 概説

### 手書きによる略字
手書きなどで用いられるが、正式な文書では用いられない略字は古くから書き文字として用いられている歴史のあるものから比較的近年発生したと考えられるアルファベットを用いて一部分を置き換えたものまでさまざまである（実例は次節参照）。
- 「」と中国の簡体字である「门[注釈 2]（「冂」の左上に「丶」の組み合わせ）」は「門」の略字として主にメモなどの個人的な筆記に広く使われているが、これは「門」の草書体が元になっており古くから使われている。
- 労働運動のビラなどでは「職」の代わりに「职」、「権」の代わりに「权」（中国の簡体字と同じ）と略記されることが多いなど特定の文化において特定の略字が使われやすい傾向がある。例：ゲバ字

このような略字は「くずし字」と同様、日本漢字能力検定の採点の対象にならないなど正式な日本の漢字としては認められていない部分がある。
また、義務教育では略字を学ばせないことやOA化により手書きの文字に触れる機会が少なくなったことから現代人の間では略字が定着しているとはいえなくなっている。

### 刻印などにおける略字
機械彫刻のように細かい文字が表記できない場合や、看板のように細かいと遠くからの視認性が悪い場合に略字が用いられる。JIS(日本工業規格)にはJIS Z 8906の機械彫刻用標準書体で略字が規定されている。

### 縮小文字
一方、パソコンの縮小表示や携帯電話などの小型携帯端末における表示に用いられる。非常に小さいサイズのフォントで、少ないドットをもって文字を表すための一つの手段として簡略化された字形が用いられることも多い。特に「門構え」の文字などは画数も多く複雑であるため、「」などと略されることが検討されてきた。JIS Z 8903に規定がある。

### 拡張新字体
いわゆる「拡張新字体」は、表外漢字に新字体に倣った簡略化（例えば【祇】示+氏→祇(礻+氏) 、【摑】扌+國→ 掴（扌+国）、【啞】口+亞→唖（口+亜）など）を行った字体である。表外漢字については当用漢字や常用漢字では何ら定めがなかったが2000年の国語審議会答申「表外漢字字体表」において主として「康熙字典」に準拠した字体が「印刷標準字体」とされたことから、印刷字体における拡張新字体の利用は固有名詞以外では今後淘汰されていくものと考えられる（この拡張新字体の一種である「朝日文字」は、2007年1月に廃止された）。
2004年の人名用漢字追加の際も、表外漢字字体表にあるものは、一部の例外を除き印刷標準字体の字形で追加され、基本的に正字体で追加される形となった。しかし、その数年後に正字体で追加された字の1つである「禱（トウ、いのる）」の拡張新字体の「祷」を使いたいという訴えから裁判となり、JIS第1水準であるため平常平易だという判決が下り使用を認め人名用漢字に追加されるということがあった（また、これとは別に「曾」の略体に基づく異体字「曽」「弥」の旧字体「彌」等はいずれも人名用漢字に追加されている）。
なお「表外漢字字体表」はあくまで印刷字体の標準を定めるものであり、筆記に係る字体を定めるものではない。表外漢字を対象とする日本漢字能力検定 の準1級以上の試験（2級以下の試験では常用漢字のみが対象となる）では、いわゆる「拡張新字体」を用いて解答することが認められている。

## 具体例

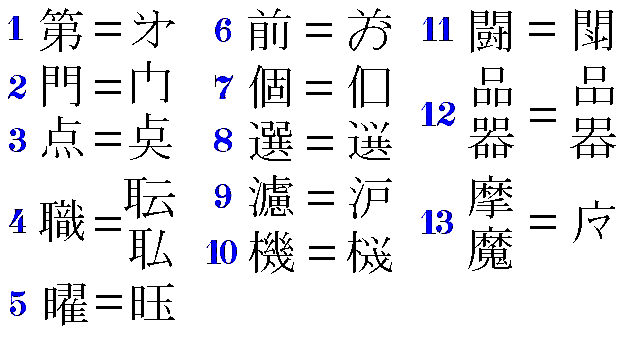
左から1.第 2.門 3.点 4.職 5.曜 6.前 7.個 8.選 9.濾 10.機 11.闘 12.品,器 13.摩、魔の略字例

### 草書体がもとになるもの
- 例1「第」→「㐧（）  [注釈 5]」は、第二神明道路などの道路標識にも見られ、一部活字化もされている。また、第一屋製パンの商標である「㐧一パン」のロゴタイプの「第」もこの略字である。㐧〇回、㐧〇次など番号の前に来る時に多く用いられるが及第、式次第など熟語内では正字で書かれる傾向がある。JIS Z 8903に規定がある。
- 上の例1、例2「門」→「()」、例6「前」はもっともメジャーな部類であろう。
- 「風」の字を、かぜがしらの中に縦に2つの点（丶）で書き換えた（「冬」の下の二点）[注釈 6]、または草書の楷書化をおこなったもの。看板などでも見られる
- 「喜」の字を「七」の3つの組み合わせ「㐂[注釈 7]」としたもの。
- 「鹿」の字を、ならびひの部分を、突き抜けた2本の縦棒と八「𢈘[注釈 8]」としたもの。これは草書を楷書化したものである。今に至っては、例6と同じくメジャーな部類であろう。
- 「無」の字を、「ノ」「一」の下に「七」または「ノ」「乙」に「一」に突き刺したものに「灬（れんが）」とするもの。
- さんずい(氵)の下部の「冫（にすい）」の部分を「レ」に変えた略字もの。
- 「糸」は糸偏の場合「小」の部分を一本線[注釈 9]に変えたもの。
- 「御」の字を「彳〈テキ・ぎょうにんべん〉」の部分を「丨（縦棒）」、または「丶（てん）」と「レ」に書き換え、「午」と「止」の繋がっている部分は「二」の部分が「乚(イン)」に突き刺さった字や「二」の部分が「山」に突き刺さった字、「缶」などにする略字もある。これは草書体もしくは草書を楷書化したものであり、飲食店などでも見られる。
- 「神」の旁（つくり）の「申」の部分を、片仮名の「ヤ」と「ヤ」の右下に「丶（てん）」に書き換えたもの。これは草書、もしくは草書を楷書化したもので、神社などでも見られる。

### 一部分を簡略化するもの

#### 「云」や「ム」を用いるもの
- 例4「職」の略字として「耺（耳偏に云）」「𫟉（耳偏にム）」もよく使われるが、「幟」、「熾」、「織」、「識」、「軄（職の 異体字）」などにはあまり適用されない。JIS Z 8903に規定がある。
- 「傳」「轉」を、常用漢字において「伝」「転」と略記したものに統合したように、「薄」「簿」などについて、右側の部分を「云」に書き換えたもの｡なお、「團」は、常用漢字では「專」の上部【叀（せん）】が省略され、「団」と表記されている。。JIS Z 8903に規定がある。

#### 「灬」（れんが）を略記するもの
- 「大」と略記したもの。
  - 例3「奌()」は古字としてもともと存在しており、「魚」にも同様の字形「𩵋()」が見られる。「点」に関しては、当用漢字制定以前から、旧字「點」の略字として、「占」の下に「灬（れんが）」とするもの(㸃)と「大」にするものとが併存していた。

- 一本線や「レ」と略記するもの。JIS Z 8903に規定がある。
  - JRの駅名やバス停などで「駅」などの馬偏の連火(灬)が一本線で書かれたり､駐車場の「駐」の馬偏の連火(灬)を一本線や「レ」と書くように、「馬」を「𫠉」、「鳥」を「𫠓」などとする例は多く、北魏や唐の楷書でも見られる（ただし、これは1923年版の常用漢字表に示された正式な略字である）。「魚」の連火(灬)も、中国簡体字では【鱼】と一本線で表される。近年は魚編で連火(灬)部分に一本線を表記するものが見られる。

#### 連続した部分を「ツ」とするもの
これは旧字体を新字体に簡略化する際にも見られる。また、「ソ」に書き換える例もある。
- 例8「己己」、例10「」など。「榮」「營」「鶯」「螢」の「炏（）」は行書または草書を楷書化し、ツになり「栄」「営」「鴬」「蛍」、「單」「嚴」の「吅（、けん・こん）」も同様に「単」「厳」となった。「覺」「學」も草書を楷書化して「覚」「学」に、「桜」も同様に草書を楷書化して「賏（えい、よう）」が「ツ」になった。これに倣い、「選」「撰」は「己己」を、「機」「畿」「磯」は「」を、ツに変えている。また、竹冠などにもまれに見られる。JIS Z 8903に規定がある。

#### 「臣」などの部分を「リ」と書くもの
- 「監」「緊」「堅」「賢」「竪」「藍」「籃」「臨」などは「臣」を片仮名の「リ」のように書く（例：「监」「紧」「坚」など）。これは「臣」の部分の草書が片仮名の「リ」のようになるため、それを用いた略字である。これは「臣」を「リ」に書き換えたのは中国簡体字でも同じ。JIS Z 8903に規定がある。
- 「与」の旧字体「與」の上の部分（𦥑の中に与）を片仮名のリとホにして省いた略字もある。これは草書を楷書化したものである。

#### 横に並ぶ「口」を繋げたもの

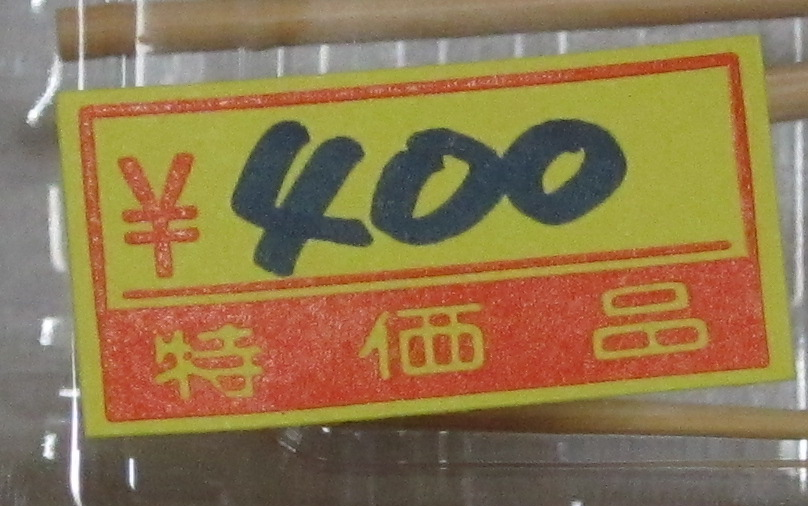
「品」の略字

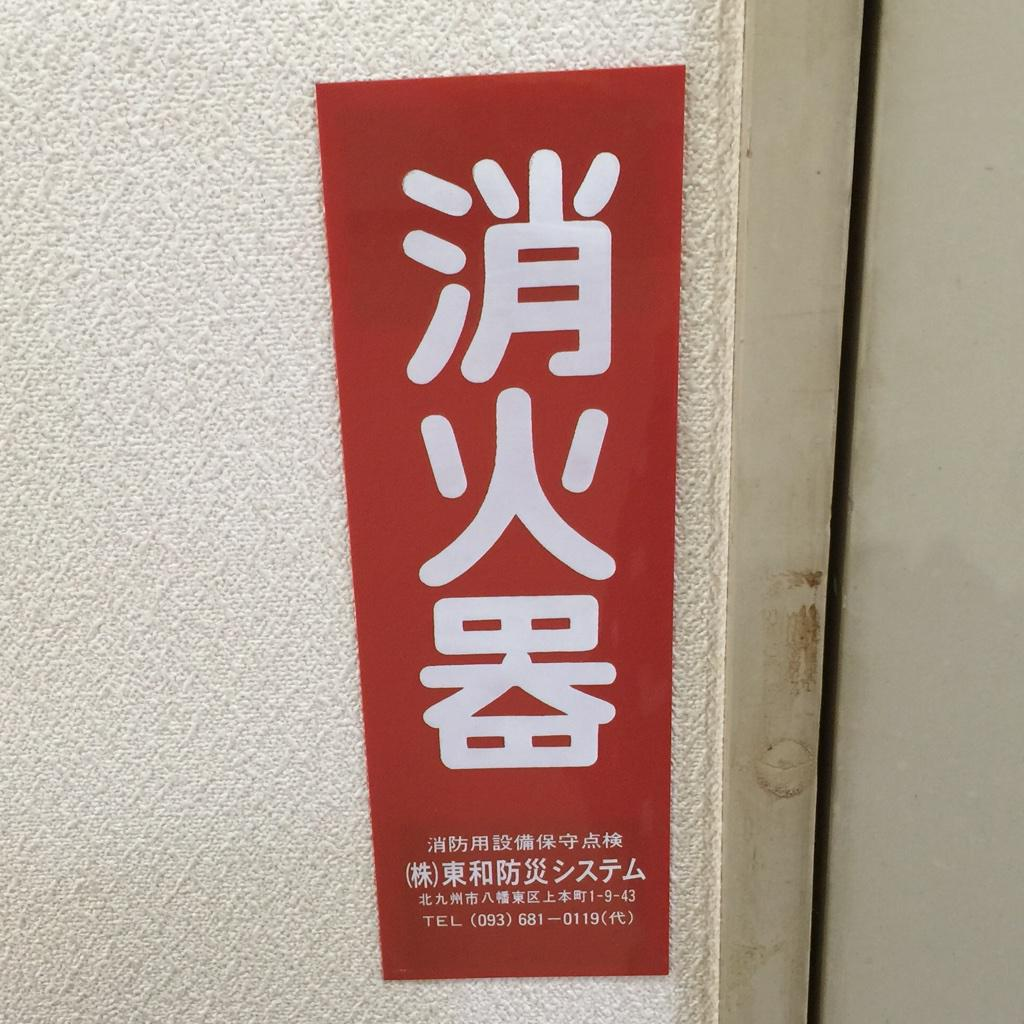
「器」の略字

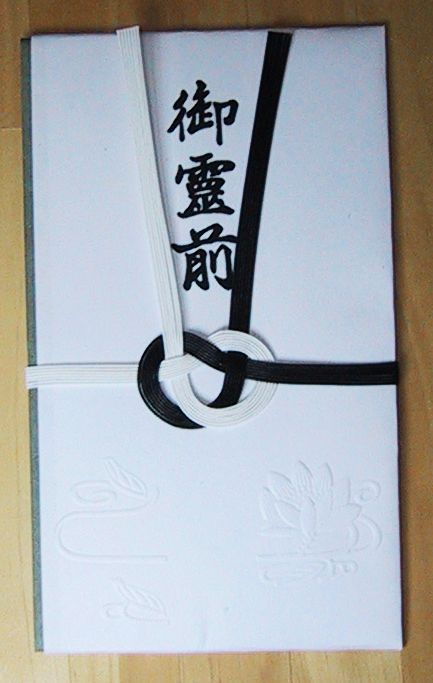
香典袋における「靈」の略字

- 例12「𠯮()」もよく見られる。「霊」の旧字体の「靈」では3つの口を繋げた例もある。「器」に含まれる㗊（しゅう）の上下の口2つ（=吅）を繋げたものもある。「臨」については、「品」を「𠯮()」にした略字もある。JIS Z 8903に規定がある。また、中国簡体字では「臨」を「临」に変えた。
- 他にも厳の旧字体の「嚴」､灌漑（かんがい）の「灌」､観の旧字体である「觀」､譲の旧字体である「讓」の横に並ぶ口2つ（=吅）を繋げた略字がUnicodeCJK統合漢字拡張Dにそれぞれ U+2B75D,U+2B79E,U+2B7DC,U+2B7DDの符号位置で収録されている。

#### その他
- 例5「曜」の略字である「𫞂（）日偏に玉」は商店などにおいて頻繁に用いられる。「旺」で代用されることもある。「濯」「擢」「櫂」「躍」「燿」「耀」などにはあまり適用されない。
- 例9「沪」は「濾過」などに使われ、化学界ではよく用いられる略字。一部活字にもある。「蘆」を「芦」とするなど「盧」の部分を「戸」に簡略化する例は多いが、これは「慮」を「戸」にしている。その他、薬学界では「薬」を草冠に「ヤ」と略す。法学界では「権」を「权」と略すか、木偏に「叉」を組み合わせて「杈」と略すなど、各方面にそれぞれよく書かれる略字というものもある。
- 例11は「年令43才」というように、漢字を同音の簡単な字に書き換えることがあるが、同様に「戦闘」「闘争」なども「戦斗」「斗争」と書くことがある。この略字はあまりみられないが、「門構え」の下に「斗」を組み合わせたもの「=閗」がある。門を例2の略字（）にし、斗と組み合わせることも多い。
- 「品」や「轟」などの下の部分や、「幾」の「」の部分を点4つ（「塁」の中の部分）に書き換えた略字がある。また、「」は「ソ」の形で点を2つに置き換えた略字もある。

### カタカナを用いるもの
- 例10の「機」は右側の部分を片仮名の「キ」に書き換え、「」のように書かれることもある。
- 「議」の字を右半分の旁（つくり）の部分の「義」を片仮名の「ギ」に書き換えた略字「」もある。メモなどでも使われる。
- 「衛」の字は、右側の部分を片仮名の「ヱ」に書き換えた略字[注釈 40]もある。
- 例13は漫画の書き文字などで多い（「广」（まだれ）に片仮名の“マ”（もしくは丸囲み文字で“(マ)”）とする）。摩は多摩市などではメジャーだという。「慶應」をKとOを使う略字で示すのと同様。
- 「藤」の字を艸冠に片仮名の「ト」に書き換えた略字もある。
- 「層」の字は部品の【曽】の上部以外を省略して「ソ」に置き換えた略字もある。
- 「膚」の字は七胃の部分を省略して「フ」と置き換えた略字もある。
- 「図書館」を表す略字に、「囗」(くにがまえ)に片仮名の“ト”と書くものがある(図書館の略字)。[注釈 41]
- 「園」の字は「囗」(くにがまえ)に片仮名の“エン”を縦に書いた略字がある。[1]
- 「講」の字は「言」(ごんべん)に片仮名の“コ”を書いた略字がある。[2]

### ひらがなを用いるもの
- 例10の「機」は「木き」のように書かれることもある（左半分は木偏）。JIS Z 8903の解説に例で挙げられている。
- と金は、以下のような略字を用いているという説がある。
  - 「歩」は「止」を2つ合わせた字で「止」の略字は「と」であるから、歩の成駒の「と」は前身が歩であることを示すため、「止」の字を略して「と」と表示したという説
  - ひらがなの「と」に見えるが、実際には「金」を崩した文字であるという説
  - 「金」と同じ読みの「今」（きん）を崩した文字であるという説
  - 登金の略字であるという説

### 一部を省略するもの

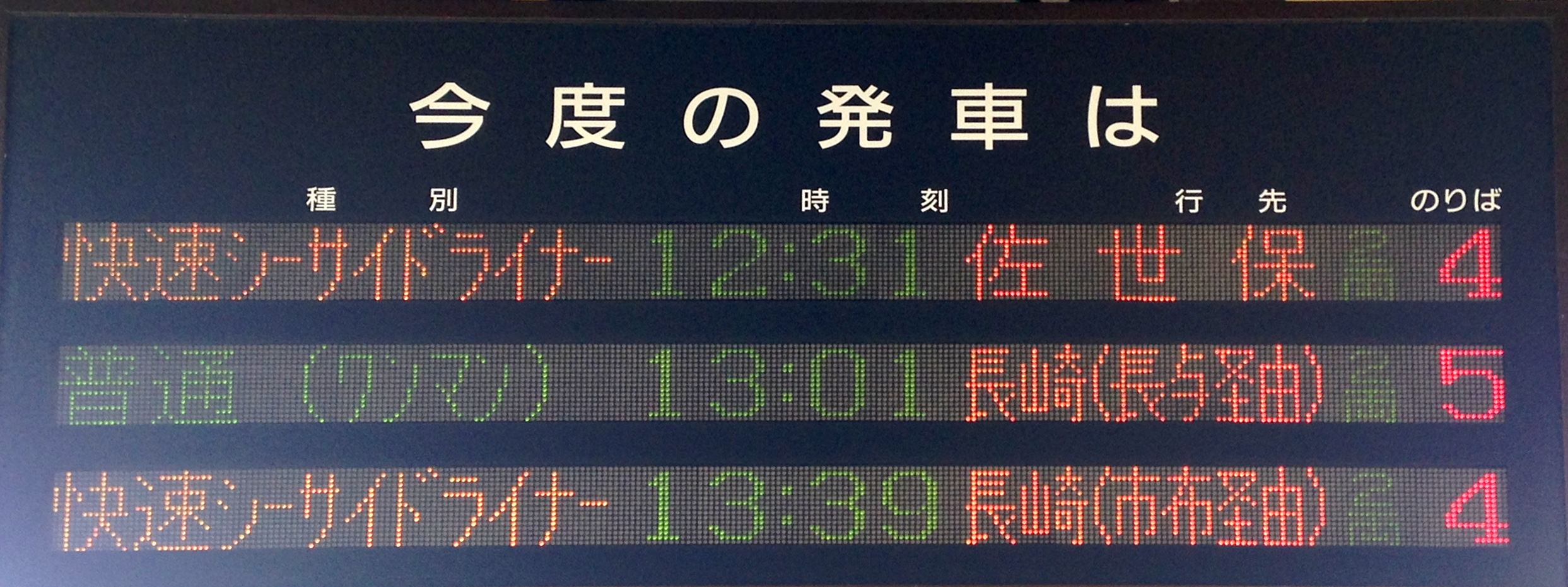
鉄道駅の発車標において「経」が「」と表記される（九州旅客鉄道(JR九州)早岐駅4番5番のりばにて）

- 例7「㐰()[注釈 42]は「囗」の中の古を削除している。「国」などにも見られる[注釈 43]。
- 「働」は、真ん中の「重」を省略し、「仂」という形で書かれる場合がある。
- 「歴」の字の中の部分を削除し「厂（かん）」にした略字もある。なお「厂（かん）」の字は元々別字である。[注釈 44]
- 「鷹」の字の中の部分を削除し「广[注釈 45]」にした略字がある。三鷹市などで使用されている。
- 「経」の字を糸偏を省略し「圣（こつ）[注釈 46]」にした略字もある。路線バスの方向幕や鉄道駅の発車標に「経由」を「圣由」に書き換えたのも多く見られる。また、「軽」の字を車偏を省略し上記と同じ「圣（こつ）」にした略字もある。熊本県の駐車場では「軽」の代わりに「圣（こつ）」で表示されているものもある。中国では「聖」の簡体字で使用されている。なお、「坙」「巠」はいずれも「けい」と音読し、「経」（「經」の親字）の略字・原字でもある。「産經新聞」など。
- 「劇」は「虍」（こく、虎頭（とらがしら））に立刀（りっとう）を合わせた略字（※「豕」（いのこ）の部分を省略）を一時期使用していたところもある[注釈 47]。

### その他の例
- 「潟」の字をさんずいと「写」に書き換えた略字もある（「舄」→「写」）。「新潟県」などの「潟」でも見られる。中国簡体字ではさんずいに突き刺していない「写」の字【泻】が使用されているが、これは「瀉」の略字である。
- 「機」「滋」などの「幺（よう）」の点画の部分を省略したもの。
- 「州」の字の3つの点画の部分を「一」に書き換え、「卅」としたもの[注釈 48][注釈 49]。
- 「五」「吾」「語」などの字において、上の部分を2画から変形させ1画に書き換えたもの。
- 「属」の字において、「禹」の部分を「虫」に書き換えたもの。JIS Z 8903に規定がある。
- 「具」「貝」などにおいて、二本線や三本線の部分を省略したもの[注釈 50]。

### 書体のデザイン差と見なされるもの

#### かつての日本のナンバープレートの書体
日本のナンバープレートにおいては以前、愛媛県の「愛媛」の字を崩した略字により表示していた。当時は鉄板製であり錆びてしまうので、水はけを良くするための独自の略字である。なお、2003年10月以降に発行されたものは、「愛媛」の字を普通の書体で表示している。
- 「愛媛」の「愛」は「帀（そう）」の中に「リ」（下記雨冠の略字に酷似）と「ヘ」「人」「ノ」
- 「媛」は女偏に「三」「丿（へつ）」「乂（がい）」である。但し、「女」の部分は「一」と「ノ」が離れている。

日本のナンバープレートには滋賀県の「滋賀」の「滋」の「兹」の部分で「（ゆう、し）」の3,6画目の点が省略されているのも見られる。JIS Z 8903では、標準の字形をこの略字形で表現している。

#### かつての日本の高速道路サインの書体
1963年の名神高速道路の開通に合わせ誕生し、ドライバーの視認性を高めるよう工夫されていたかつて高速道路のフォント（書体）では、文字の画数が大胆に省略されていた。
その特徴について下記に記述する。
- 「都」の字は、「者」の部分の「はらい」が「土」の部分に突き抜けていない。
- 「鷹」の字は、「イ」の部分が単なる縦棒に、「隹」の部分が「十」と「└」を組み合わせた字に、「鳥」の部分が「烏」になっている。
- 「豊」の字は、下部の「豆」の部分が「口」から「凵」に変えられ、「一」と「凵」がくっ付いた文字になっている。
- 「環」の字は、右下の「ノ」と「丶」の部分が「く」に変えた文字になっている。
- 「越」の字は、「戉」の左下の「一」の部分が省略された文字となっている(戊)。

#### その他書体のデザイン差と見なされるもの
- 雨冠において「雨」の字の4つの点を略記し、縦に並ぶ2つの点を縦棒にしたもの[注釈 56]や「両」に変えるもの[注釈 57]、2つの点にしたもの[注釈 58]、「帀（そう）」の下に「一」を書き加えたもの[注釈 59]。また、パナソニックでは松下電器時代の社名ロゴタイプにおいて「器」の「大」〔旧字体の「犬」の点画(丶)が省略された「大」の部分〕が「工」となった異体字「噐[注釈 60]」を採用していた。また、この略字が用いられる代表例である「電」の下の部分（「日」と「乚（いん）」）を、「口」と「乚」とするもの[注釈 61]もある。なお、「愛媛」ナンバーの「愛」の上の部分は「雨」の略字（「雨」の字の4つの点を略記し、縦に並ぶ2つの点を縦棒にしたもの）に酷似しているが、「帀」の「冖」の部分を縦棒が貫くように表記されている。
- 「門構え」を含む漢字において、勘亭流では「冂」と「丶」2つを組み合わせたように示される。
- 「専」の字における「寸」の部分など、「寸」を構成要素の一つとする漢字で、「丶（てん）」を右上がりとする例がある[注釈 62]。
- 「生」や「株」などの字における「𠂉」と「丨」を合わせた部分を山とする書体がある。

### 常用漢字における字体統合
- 「応」の字は本来、旧字体（「應」）の略字（省略形に基づく異体字）であるが、「鷹」の字と同じ音符の字（「雁」の字に「厂」〈がんだれ〉から「广」〈まだれ〉に変えたもの[注釈 63]）を持つ。この音符の字は「鷹」の原字（本字）でもあり、下部の「鳥」はのちに意味合いの理由で後付けされたものとされる（なお、「応（應）」は、「广（げん）」と片仮名の「ツ」と「一」【应】が中国簡体字標準の字体である）。
- 「集」の字、そもそも「雧[注釈 64]」（「隹〈ふるとり〉」3つと「木」から成る会意文字）であるが、これは「焦」の字にも通ずる。なお、「集」は人屋根（単体での表記上は「人」扱い）に「一」（実質横棒扱い､）=亼（しゅう）[注釈 65]）の略字も存在するが単体では現在使われておらず、「会」や「今」等の字で字形構成（※ほとんどが形声文字）に用いられるのみである。
- 「示」「衣」はそれぞれ現行の字形において偏部にするとそれぞれ片仮名の「ネ」に酷似する（ただし、書き順は若干異なる）。
- 「缶（カン・ほとぎ）」「虫（むし・まむし）」などが常用·教育漢字に採用された時、多くは一部の字形を省略して二つの字の意味·用例を一つの字形にまとめることが多い。
- 「協」は本来「恊」と表記していたが、「立心偏」の部分の点画が線画に省略されて「十〈十偏〉になったという説が濃厚である[要検証 – ノート]。この他でも、「博」の字の異体字「愽」が存在する。
- 「浜」は「濱」の中国簡略体（滨）をさらに省略したもの（氵〈さんずい〉+兵の合字）を親字にして我が国の常用漢字にしている[要検証 – ノート]。なお「賓」の中国簡略体も字形構成が同じで、「浜」はこの用例に倣ったものである[要検証 – ノート]。
- 新字体の「斉」、「斎」は、旧字体の「齊」、「齋」を書き換えた略字でもある。
- 「田」の字3つ（=「畾（らい、音符）」）を「田」としたもの。（「靁→「雷」、「疊」→「畳」）
- 「曹」の字の上の部分は成り立ちで「東」の字が2つでのちに省略した略字である（「漕」、「遭」、「槽」、「糟」などは全て成り立ちは同じ）。
- 「傘」の中の部分を「十」にしたもの。

### 省略ではなく異体字であるもの
- 「土[注釈 66]」「丈」「尻[注釈 67]」「氏[注釈 68]」「民[注釈 69]」などに、点画（「丶」）などを追加したものが日本の苗字や地名で使われているケースがある。また、「丈」の右上に点画（丶）を追加した異体字『𠀋 [注釈 70]』は、苗字のみならず名前でも使用されているケースがある[注釈 71]。このほか苗字・地名以外では、「材」、「財」の字が「才」の部分を「戈」（か・ほこ）と書く字もある。
- 「園」「遠」「猿」の字の「口」の部分を平仮名の「く」のように書く形もある。
- 「弥」の旧字体「彌」の旁「爾」の上部の「小」を「⺍ （）」と書く字や「爻（こう）」が2つの部分「=㸚（らい・れい）[注釈 72]」を二本線にして「用」に省略する字[注釈 73]もある[注釈 74]。
- 「熟」の字の連火の部分が原義にならいそのまま「火」とすることがある（静岡県の地名・熟田津（にきたつ）の熟（にき）は本来この字を使用[注釈 75]。「烽」の本字「㷭」[注釈 76]と字形構成が酷似している。なお、「烽」に関連して「蜂」（本字は「蠭」[注釈 77]）も虫1つと之繞が省略された形になる。
- 「陰」の字は、旁（つくり）の部分（「今」と「云」の合字）が人屋根に「镸」（=隂 [注釈 78]）を合わせた形に書かれるが、これは隷変時に形が変わったものと思われる。
- 「編輯／編集」の「輯」と「集」は、「あつめる」という意味では異体字の関係にあり[5]、古くから「編集」という表記もあった[6]ものであるため、略字というよりは異体字の統一である。

## 略字と代用
上記の例11の「闘」と「斗」は、正字と略字というよりはまったく別の文字である。したがってこれらの関係は、「正字と略字」というより「正式用法と代用」という関係に当たるとも言える。
上記の例9の「濾」も同様の可能性がある（「沪」は「瀘」の略字と見る者もいる）。

### 齢と令・歳と才
小学校の国語の教科書では「年齢」を「年令」、年齢の「〇〇歳」を「〇〇才」と表記しているが「令」は「齢」の略字ではなく「才」も「歳」の略字ではない。「齢」「令」「歳」「才」はそれぞれ独立した別個の漢字であって、互いに「正字と略字」という関係にあるわけではない。「齢」「歳」は常用漢字ではあっても小学校課程での教育漢字ではないので教えないが、非常に使用頻度の高い字であるので、まぜ書きを避けるべく「齢」を「令」、「歳」を「才」で代用しているのである。したがって中学校で「齢」「歳」を習った後は「令」「才」は使うべきではないのだが、画数が少ないため略字のような使い方（いわゆる教育漢字代用による俗用）をされている。また、「才」には「とし（とせ）」の人名用字訓がある。

### 宮城県の塩「竈」と福岡県の「糟」屋
宮城県塩竈市の「竈」を拡張新字体の「竃」（「塩竃市」）や同じ「かま」と読む代用字体の「釜」（「塩釜市」）に、福岡県糟屋郡の「糟」を同じ「かす」と読む代用字体の「粕」（「粕屋郡」）に代えて使用されていることがある。